# Isabella di Morra
Pour les articles homonymes, voir Morra (homonymie).
Isabella di Morra, également connue comme Isabella Morra (vers 1520 – 1545 ou 1546), est une poétesse italienne de la Renaissance.
Personne seule, triste et sensible, elle est tuée par ses frères à cause d'une prétendue relation sentimentale avec un homme marié, malgré l'absence de preuves tangibles sur leur relation.
Inconnue parmi ses contemporains, elle est réévaluée après sa mort, au point d'être considérée comme l'une des plus grandes poétesses de la Renaissance italienne et une pionnière de la lyrique typique du Romantisme.

## Biographie

### Origine
Isabella di Morra, né à Favale (l'actuelle Valsinni, dans la province de Matera), dans une noble famille, est la troisième des huit enfants de Giovanni Michele di Morra, baron de Favale, et de Luisa Brancaccio, noble de famille napolitaine. Les autres membres de la famille sont ses frères Marcantonio, Scipione, Decio, Cesare, Fabio, Camillo et sa sœur Porzia. L'année de sa naissance est inconnue et, selon Benedetto Croce, elle est née peu après 1520. Depuis le début du XVIe siècle, avec le père de Giovanni Michele, les Morra possèdent le fief de Favale, anciennement possession des princes de Sanseverino de Salerne.
Isabella est instruite par son père, homme cultivé et amoureux de la littérature, qui transmet à sa fille l'amour de la poésie. Cependant, Giovanni Michele est contraint de se réfugier à Paris en 1528, après la défaite des troupes de François Ier de France, dont il est un allié, et la victoire de Charles Quint pour l'hégémonie du royaume de Naples. Scipione le rejoint peu après et l'aîné, Marcantonio, entre en possession de Favale, où restent la mère et les autres enfants,.

### Jeunesse
Les relations entre Isabella et ses plus jeunes frères Decio, Fabio et Cesare sont mauvaises et la situation se détériore de plus en plus. Les trois frères, grossiers et ignorants, l'enferment dans le château de Favale où la poétesse passe le plus clair de sa courte vie. Dans le château, Isabella commence à composer ses poèmes, seul réconfort pour soulager la solitude. Pour ce qui concerne sa condition humaine et familiale, elle est marginalisée du milieu culturel de l'époque, contrairement aux autres poétesses qui opèrent dans les cours et les salons littéraires des principales villes italiennes. La poétesse et les autres enfants sont confiés à un précepteur, probablement la seule personne avec qui elle pouvait parler de littérature et qui pouvait écouter les poèmes qu'elle composait.
En attendant, Isabella a l'occasion de connaître Diego Sandoval de Castro, poète d'origine espagnole, baron de Bollita (aujourd’hui Nova Siri) et châtelain de Cosenza. Isabella et Diego Sandoval de Castro entreprennent un échange secret de lettres dans lequel le précepteur joue le rôle d'intermédiaire. Le baron envoie les lettres contenant des poèmes au nom de sa femme Antonia Caracciolo, cette dernière la connaît probablement déjà avant la correspondance épistolaire.
On ne sait pas avec certitude le rapport de la poétesse avec le noble, si leur relation est simplement une amitié intellectuelle ou un sentiment plus profond. Cependant, ses frères, après avoir été informés de l'existence des lettres, soupçonnent une relation extraconjugale entre leur sœur et le baron et préparent une punition cruelle.

### Mort et conséquences
Decio, Cesare et Fabio, forts de leur rôle de protecteurs de l'honneur familial, tuent le précepteur. Isabella, prétendument trouvée les lettres dans ses mains, est poignardée à mort. Craignant pour sa vie, Diego Sandoval de Castro recrute en vain une escorte, mais les trois assassins, avec l'aide de deux oncles et probablement alimentés par la haine envers les Espagnols, le tuent au cours d'une embuscade dans les bois, près de Noja (Noepoli).
Après le massacre, qui a eu lieu entre la fin de 1545 et 1546, le vice-roi de Naples Pierre Alvarez de Tolède demande de juger les coupables dans toute la province de Basilicate. Les trois frères sont contraints de se réfugier en France où ils rejoignent leur frère Scipione et leur père, qui est probablement mort peu de temps après la tragédie. Scipione, bien que choqué et dégoûté par les meurtres, décide finalement d'aider ses frères à s'installer en France. Decio devient prêtre, Cesare épouse une noble française, mais il n'y a pas d'informations sur Fabio. Scipione, homme influent qui servit comme secrétaire de la reine Catherine de Médicis, est empoisonné par les courtisans, jaloux de son rôle privilégié. La reine elle-même, indignée par le crime, punit les coupables.
Pendant ce temps, les deux autres frères innocents subissent un procès. Marcantonio est emprisonné puis libéré ; Camillo est entièrement lavé de toute complicité.

## L’Œuvre
« La mort, vraiment tragique, de cette jeune demoiselle n'a été que la catastrophe d'un drame terrible, vécu dans le martyre, entre des angoisses cruelles et des gémissements profonds, qui s'exhalent par des vers touchants. »

— Angelo De Gubernatis

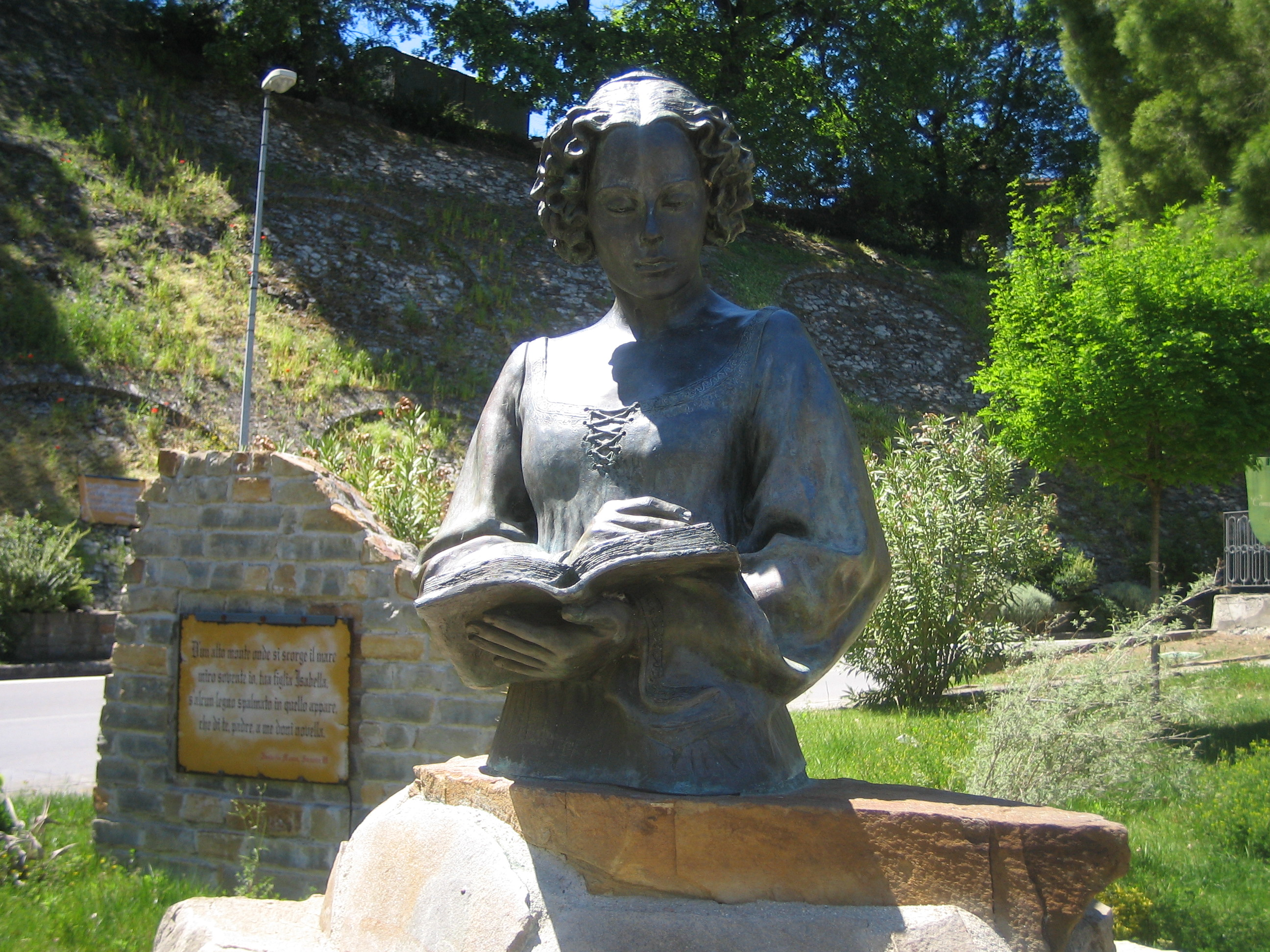
Buste de Isabella di Morra à Valsinni.

Les œuvres d'Isabella sont découvertes lorsque la gendarmerie est entrée dans son château pour enquêter sur l'assassinat. Malgré sa petite production (dix sonnets et trois canzoni), la poésie d'Isabella est considérée comme l'une des plus intenses et touchantes du XVIe siècle. Ses poèmes sont fortement influencés par le courant pétrarquiste en vogue à l'époque, mais ils révèlent une remarquable originalité et charge dramatique. D'autres influences proviennent de Dante Alighieri et de quelques classiques de la littérature italienne.
Certains de ses sonnets apparaissent dans le troisième livre de l'anthologie de Ludovico Dolce, Rime di diversi illustri signori napoletani (1552), qui ont reçu des critiques élogieuses. L'entière production littéraire est publiée dans Rime diverse d’alcune nobilissime e virtuosissime donne (1559) de Lodovico Domenichi.
Cependant, au cours des siècles, Isabella est presque oubliée et ignorée par la critique. Grâce à l'écrivain italien Angelo De Gubernatis (1840-1913), sa figure est réévaluée depuis le début du XXe siècle, si bien que De Gubernatis lui-même la compare à Sappho ; par la suite, le philosophe et historien Benedetto Croce approfondit les études après son séjour à Valsinni en 1928, en redécouvrant de fait l'histoire et les œuvres de la malheureuse poétesse et son amant présumé. L'écrivain français Dominique Fernandez la compare à la poétesse française du XVIe siècle Louise Labé pour leurs petites compositions et, selon ses dires, pour l'utilisation des mêmes mots et mêmes accents, bien que les deux poétesses traitent différents thèmes (Louise l'amour, Isabella l'isolement).

La poésie d'Isabella Morra qui décrit la douleur de la solitude, le manque de contact avec d'autres auteurs et la séparation de son père, est considérée comme une préfiguration de la poésie romantique. Elle est citée comme une précurseure du poète Giacomo Leopardi et a une influence probable sur quelques travaux du poète Le Tasse, comme Canzone al Metauro (1578),.
Nouvelle fois, ô vallée infernale,
Ô fleuve alpestre, ô rochers écroulés,
Ô vains esprits de vertu dénués,
Vous entendrez ma souffrance éternelle.
Chaque sommet, chaque antre m’entendra,
Où que je sois, à l’arrêt, à grands pas,
Puisque Fortune, à jamais inconstante,
Accroît mon mal, chaque heure, et l’éternise.
Hélas, tandis que jour et nuit je pleure,
Ô bêtes, rocs, ô ruines horribles,
Sauvages bois, ô solitaires grottes,
Et vous, hiboux, devins de notre mal,
D’une voix haute, brisée, avec moi,

Plaignez ma fin pitoyable entre toutes.

## Éditions modernes des œuvres en italien
- [it] Giovanni Caserta, Isabella Morra e la società meridionale del Cinquecento, Matera, Meta, 1976, 131 p.

- [it] Isabella Morra, Rime, Rome, Salerno, 2000, 109 p. Éditrice scientifique Maria Antonietta Grigiani.
- [it] Diego Sandoval di Castro, Isabella Morra, Rime, Rome, Salerno, 2007, 187 p. Éditeur scientifique Tobia R. Toscano.

## Postérité
La poétesse est interprétée par Anny Duperey dans le drame Isabella Morra au Théâtre d'Orsay de Paris, le 23 avril 1974, écrit par André Pieyre de Mandiargues et réalisé par Jean-Louis Barrault.
En 1993, est créé à Valsinni le Parc littéraire Isabella Morra. Les parcours donnent à visiter les lieux où a vécu l'artiste. Durant l'été, a également lieu à cet endroit un évènement nommé L'Estate d'Isabella (L’Été d'Isabella).

### Italien
- Benedetto Croce, Isabella di Morra e Diego Sandoval de Castro", dans "La critica - Vol. 27, Bari, Laterza, 1929
- Mario Sansone, Isabella Morra e la Basilicata: atti del Convegno di studi su Isabella Morra, Matera, Liantonio, 1984
- Ettore Bonora, Critica e letteratura nel Cinquecento, Turin, Giappichelli, 1964
- Mario Pazzaglia, Letteratura italiana: testi e critica con lineamenti di storia letteraria, Volume 2, Bologne, Zanichelli, 1993
- Giacinto Spagnoletti, Otto secoli di poesia italiana da S. Francesco d'Assisi a Pasolini, Rome, Newton Compton, 1993
- Francisco Soriano (préface de Franco Arminio), La morte violenta di Isabella Morra, Viterbo, Stampa alternativa, 2017

### Français
- Angelo De Gubernatis, La poésie amoureuse de la renaissance italienne, Turin, E. Loescher, 1907
- Dominique Fernandez, Mère Méditerranée, Paris, Grasset, 2000